# ぱすてるメモリーズ
『ぱすてるメモリーズ』は、フリューから配信されていたスマートフォン用ゲームアプリ。略称は『ぱすメモ』。
2017年7月14日にティザーサイトの公開とともにタイトルが発表され、同日より事前登録を開始。同年10月23日よりサービスが開始された。基本プレイ無料で、アイテム課金が存在する。
2019年8月6日をもってサービスを終了した。
オフライン版などは配信されていないが、電撃オンラインのサイトに一部のシナリオが掲載されている。

## あらすじ
今から少し未来の20XX年、かつては「オタクの聖地」と呼ばれた街「アキハバラ」は、なぜかオタク文化が衰退してしまった。オタクショップ「うさぎ小屋本舗」の店長は、店に集う多様な才能を持つ女の子たちとともに、様々な世界に取り憑いたウイルスと戦いながら、人々の心の中から失われた思い出を取り戻すことになる。

## 登場キャラクター

### うさぎ小屋本舗
店長
主人公。祖父から店を受け継ぎ店長を務めている。ウイルスに免疫があるため作品の思い出があり、作品世界に行くための転移ゲートを開くことができる。
浅木 泉水（あさぎ いずみ）
声 - 新田ひより
誕生日 - 3月5日 / 血液型 - O型 / 身長 - 160cm / 体重 - 52㎏ / スリーサイズ - B85/W62/H86 / 趣味 - 特になし / 好き - 面白いこと / 嫌い - 退屈
皐月橋高校2年生。店長の幼少時代からの幼馴染。
榊 亜矢香（さかき あやか）
声 - 鳥部万里子
誕生日 - 7月13日 / 血液型 - AB型 / 身長 - 166cm / 体重 - 55㎏ / スリーサイズ - B92/W59/H88 / 趣味 - コスプレ / 好き - キノコ、同人誌 / 嫌い - タケノコ
皐月橋高校2年生。泉水の親友。周りには内緒にしているがBL本集めが趣味。
イリーナ・レスコヴァ（Irina Leskova）
声 - 内山夕実
誕生日 - 2月19日 / 血液型 - A型 / 身長 - 170cm / 体重 - 56㎏ / スリーサイズ - B86/W57/H86 / 趣味 - ミリタリー / 好き - ルール、規律 / 嫌い - ルールを守らない者
皐月橋高校3年生。ロシアからの留学生。真面目な性格で日本好き。アニメや漫画から日本の常識を学んだため、一般常識とは違う知識が混ざっている。
二条院 薫子（にじょういん かおるこ）
声 - 藤井ゆきよ
誕生日 - 11月10日 / 血液型 - B型 / 身長 - 162cm / 体重 - 53㎏ / スリーサイズ - B82/W56/H84 / 趣味 - アニメ / 好き - 完璧であるもの / 嫌い - 努力しない者
優良木ノ坂高校2年生。二条院財閥のお嬢様。
町屋 結衣奈（まちや ゆいな）
声 - 村川梨衣
誕生日 - 4月26日 / 血液型 - O型 / 身長 - 152cm / 体重 - 48㎏ / スリーサイズ - B90/W56/H86 / 趣味 - メイド / 好き - お金、イタズラ / 嫌い - 孤独、貧乏
優良木ノ坂高校3年生。猫のように気まぐれな性格をしている。
江戸川橋 美智（えどがわばし みち）
声 - 大空直美
誕生日 - 10月31日 / 血液型 - B型 / 身長 - 145cm / 体重 - 39㎏ / スリーサイズ - B69/W51/H72 / 趣味 - ドール / 好き - 自分に優しくしてくれる人 / 嫌い - 注目されること
優良木ノ坂高校1年生。無口で大人しくミステリアスな雰囲気の持ち主。
千住 南海（せんじゅ みなみ）
声 - 山本亜衣
誕生日 - 8月25日 / 血液型 - A型 / 身長 - 168cm / 体重 - 57㎏ / スリーサイズ - B90/W59/H87 / 趣味 - 育成ゲーム / 好き - 温泉、美容・健康 / 嫌い - 約束を破ること
鶯里高校3年生。幼い頃、京都の田舎に住んでいたため京都弁で話す。料理や家事が得意でお店の経理も担当している。
舞子 ちまり（まいこ ちまり）
声 - 小倉唯
誕生日 - 6月6日 / 血液型 - A型 / 身長 - 148cm / 体重 - 41㎏ / スリーサイズ - B69/W50/H71 / 趣味 - 歴史 / 好き - 他人のお世話 / 嫌い - 怖いもの
鶯里高校1年生。臆病で気が弱く、驚くと気絶してしまうことがよくある。正義感は人一倍強い。
目白 渚央（めじろ なお）
声 - 金元寿子（初代） → 花守ゆみり（2代目）
誕生日 - 12月14日 / 血液型 - O型 / 身長 - 156cm / 体重 - 49㎏ / スリーサイズ - B72/W58/H80 / 趣味 - 少年漫画 / 好き - スポーツ全般 / 嫌い - 男扱いされること
鶯里高校1年生。ボーイッシュで運動能力が高い。
ゲームリリース当初は金元が声を担当していたが、金元が2018年5月より海外留学で仕事を休業したため、同年8月13日より花守が声を担当している。ストーリーなど一部では金元のボイスが残っている。テレビアニメ版でも花守が声を担当。
来島 怜（くるしま れい）
声 - 久保ユリカ
誕生日 - 1月25日 / 血液型 - B型 / 身長 - 163cm / 体重 - 49㎏ / スリーサイズ - B86/W55/H86 / 趣味 - プラモデル / 好き - 動物、かわいいもの / 嫌い - めんどくさいこと
綾巴学園高校2年生。ツンデレな性格で、かわいいものに目がない。
里中 小町（さとなか こまち）
声 - 戸田めぐみ
誕生日 - 5月2日 / 血液型 - O型 / 身長 - 157cm / 体重 - 54㎏ / スリーサイズ - B85/W57/H81 / 趣味 - 写真撮影 / 好き - 仲間、かっこいいもの / 嫌い - 勉強
綾巴学園高校2年生。いつもカメラを持ち歩いており、頻繁に写真を撮っている。
六郷 沙織（ろくごう さおり）
声 - 小岩井ことり
誕生日 - 9月5日 / 血液型 - AB型 / 身長 - 162cm / 体重 - 58㎏ / スリーサイズ - B92/W59/H86 / 趣味 - ライトノベル / 好き - 実験、発明 / 嫌い - なし
綾巴学園高校1年生。たくさんの発明品を作っており、特許もいくつか持っている。みんなからは「ハカセ」と呼ばれている。
ねじれウサギ
声 - 森永千才
通称は「ねじウサ」。うさぎ小屋本舗のマスコットのぬいぐるみだが、メモリアの力で動いたり喋ったりできる。

### ブラックエリート
摩耶（まや）
声 - たかはし智秋
ブラックエリートの幹部。彼女に魅入られた者は夢も希望も失うため「告死天使」や「酷使天使」と言われている。

## 用語
メモリア
心の中で生まれる思い出の力。メモリアの量が多いと作品世界への転移ゲートを開くことができる。
思い人
メモリアをたくさん生み出せる力を持ち、メモリアルチェンジできる女の子。たくさんの思い出を作ったり育てたりすることができる思春期の女の子に多い。
メモリアルチェンジ
思い浮かべた作品の中から自分に近い存在になりきる能力。メモリアによって変身することができる。
作品世界
作品を模した世界。この世界には作品の数だけ作品世界が存在する。うさぎ小屋本舗の中から作品世界に入ることができる。
ブラックエリート
世界の夢とこだわりを奪い取り破滅に導く組織。スローガンは「趣味などに無駄な努力を浪費せず勤勉勤労に努めることが人間の正しい姿！」。噂ではマザーウイルスを作品世界に仕掛けている。

## 主題歌
「Changing」
作詞・作曲 - ヒゲドライバー / 編曲 - emon、ゆよゆっぺ / 歌 - 浅木泉水（新田ひより）、榊亜矢香（鳥部万里子）

## テレビアニメ
2018年2月23日に公開された「ぱすメモちゃんねる！」第3回放送内にてTVアニメ化が発表され、2019年1月から3月までTOKYO MXほかにて放送された。
なお、第2話については、製作委員会の判断により、2019年3月25日に配信終了とし、第1話も翌26日より修正版への差し替えが発表された。また、BD/DVDについても当初全3巻での発売が予定されていたが、第2話を未収録としたBD-BOXの発売に変更されている。この第2話については『ご注文はうさぎですか?』のパロディを内容としたものであり、内容に問題があった可能性が指摘されている。

### スタッフ
- 原作 - 『ぱすてるメモリーズ』（フリュー）[5]
- 監督 - 篠崎康行[8]
- 助監督 - 山田弘和[5]
- シリーズ構成 - 玉井☆豪[8]
- キャラクター原案 - ナシキネロ[8]
- キャラクターデザイン - 瀬川真矢[8]
- プロップデザイン - 吉井弘幸[5]
- 美術監督 - 葛琳[5]
- 美術設定 - 高橋麻穂[5]
- 色彩設計 - 井上聡、安田康則[5]
- 特殊効果 - 村上朋輝[5]
- 撮影監督 - 林昭夫[5]
- 編集 - 齋藤朱里[5]
- 音響監督 - 今泉雄一[5]
- 音楽 - 立山秋航[5]
- 音楽プロデューサー - 金谷雄文
- 音楽ディレクター - 安谷屋真之
- 音楽制作 - MAGES.[5]
- 統括プロデューサー - 遠藤恭子、谷口光、柏原雄太
- プロデューサー - 吉沼忍、瀬戸和行、塩谷佳之、下里悟、沼野久則
- プロデュース - 里見哲朗
- 制作プロデューサー - 糀谷智司
- アニメーション制作 - project No.9[8]
- 製作 - 「ぱすてるメモリーズ」製作委員会（フリュー、TOKYO MX、MAGES.、虎の穴）

### 主題歌（アニメ）
「Believe in Sky」
今井麻美によるオープニングテーマ。作詞は森由里子、野村勇輔、作曲・編曲は野村勇輔。
「Sparkle☆Power」
イケてるハーツによるエンディングテーマ。作詞は葉月みこ、作曲・編曲は田中俊亮。
第7話では本編内容に合わせたアレンジ版「Sparkle☆Power (8bit Ver.)」が使用された。
「Changing!」
浅木泉水（新田ひより）、榊亜矢香（鳥部万里子）による第12話挿入歌。作詞・作曲はヒゲドライバー、編曲はemon、ゆよゆっぺ。

### 各話リスト
| 話数   | サブタイトル                           | シナリオ         | 絵コンテ                     | 演出              | 作画監督                                               | 総作画監督        |
| ------ | -------------------------------------- | ---------------- | ---------------------------- | ----------------- | ------------------------------------------------------ | ----------------- |
| 第1話  | うさぎ小屋本舗へようこそ、です         | 玉井☆豪          | 篠崎康行                     | 篠崎康行 山田弘和 | 安田響 堀光明 新垣一成 南東寿幸 野口和夫               | -                 |
| 第2話  | ご注文は？と言われても……               | 玉井☆豪          | 篠崎康行 及川啓              | 上田慎一郎        | 堀光明 野口和夫 林隆祥                                 | -                 |
| 第3話  | 薔薇色の乙女、なの                     | 杉澤悟           | 中山岳洋                     | 星野真            | 吉田翔太 渡辺るりこ 服部益実 田内亜矢子 永田善敬       | -                 |
| 第4話  | 小学生は最高ぽよ！                     | 杉澤悟           | 佐野隆史                     | 宇都宮正記        | 那須野文 林隆祥 野口和夫 奥野浩行                      | 南東寿幸          |
| 第5話  | こうこうこう、ですか？                 | 金子祐介 玉井☆豪 | 斎藤久                       | 伊部勇志          | 染谷友梨花 奥野浩行 林あすか 臼井里江 南東寿幸         | -                 |
| 第6話  | べ、別にハムスターが好きってわけじゃ…… | 玉井☆豪          | 齋藤哲人                     | 山田晃            | 原田峰文                                               | -                 |
| 第7話  | 勇者ってもうかるにゃ？                 | 杉澤悟           | 亀井幹太                     | 西片康人          | 奥野浩行 林隆祥 津幡佳明 飯塚葉子 佐藤桂               | -                 |
| 第8話  | 対決！お料理バトルや！                 | 玉井☆豪          | 南川達馬                     | 加藤顕            | 野口和夫 佐藤勝行                                      | -                 |
| 第9話  | 目指せ恋愛の達人、ですわ               | 中條元史         | ほしかわたかふみ             | 中山はじめ        | 原美枝子 川野義之                                      | 南東寿幸          |
| 第10話 | さよなら、ねじウサ……                   | 中條元史         | 山田雅之                     | 山田雅之          | 野口和夫 林信秀 林あすか 服部憲知 堀光明               | -                 |
| 第11話 | 決戦、アキハバラ！ってホント!?         | 玉井☆豪          | 山田浩之                     | 上田慎一郎        | 岩田竜治 鉄人動画（唐遠見 陳亮 楊国福 楊彤琤 黄鳳）    | -                 |
| 第12話 | ぱすてるメモリーズ                     | 玉井☆豪          | 山田浩之 奥田誠治 朝倉カイト | 奥野浩行          | 奥野浩行 森悦史 林あすか 原田幸枝 堀光明 櫻井司 唐遠見 | 南東寿幸 松尾真彦 |

### 放送局
| 放送期間               | 放送時間                     | 放送局     | 対象地域 | 備考                                 |
| ---------------------- | ---------------------------- | ---------- | -------- | ------------------------------------ |
| 2019年1月8日 - 3月26日 | 火曜 0:30 - 1:00（月曜深夜） | TOKYO MX   | 東京都   | 製作参加                             |
|                        |                              | KBS京都    | 京都府   |                                      |
|                        |                              | サンテレビ | 兵庫県   |                                      |
|                        |                              | BSフジ     | 日本全域 | BS / BS4K放送 / 『アニメギルド』枠   |
|                        | 火曜 23:00 - 23:30           | AT-X       | 日本全域 | CS放送 / 字幕放送 / リピート放送あり |

| 配信開始日    | 配信時間               | 配信サイト         |
| ------------- | ---------------------- | ------------------ |
| 2019年1月9日  | 水曜 0:00 更新         | dアニメストア      |
|               | 水曜 22:30 - 23:00     | AbemaTV            |
|               | 水曜 23:30 - 木曜 0:00 | ニコニコ生放送     |
| 2019年1月10日 | 木曜 0:00 更新         | ニコニコチャンネル |

### BD
| 発売日       | 収録話         | 規格品番    |
| ------------ | -------------- | ----------- |
| 2019年6月5日 | 第1話 - 第12話 | AMUANM-3171 |

| TOKYO MX 火曜 0:30 - 1:00（月曜深夜） 枠 | TOKYO MX 火曜 0:30 - 1:00（月曜深夜） 枠 | TOKYO MX 火曜 0:30 - 1:00（月曜深夜） 枠 |
| 前番組                                   | 番組名                                   | 次番組                                   |
| ---------------------------------------- | ---------------------------------------- | ---------------------------------------- |
| 蒼天の拳 REGENESIS （2クール目）         | ぱすてるメモリーズ                       | RobiHachi                                |

## Web番組
『ぱすメモちゃんねる!』のタイトルで、音泉にて2017年12月15日より毎月最終金曜日に動画配信されている。パーソナリティは、マフィア梶田、新田ひより（浅木泉水 役）、森永千才（ねじれウサギ 役）。全12回。
『ぱすてるメモリーズらじお 〜さあ、ウイルスちゃんたち、やっておしまい!〜』のタイトルで、音泉にて2018年12月18日にプレ配信、2019年1月8日より毎週火曜日に配信されている。パーソナリティは、たかはし智秋（摩耶 役）、森永千才。

## 漫画
『月刊コミックアライブ』（KADOKAWA・メディアファクトリーブランド）の2019年2月号から5月号まで連載、作画は鹿乃快楽。アニメ版がベースになっているが出動メンバーが異なっていたりメモリアルチェンジがその作品世界に適した格好になるなど若干の違いがある。
こちらもアニメ版と同じ題材の第1話と第2話を修正・加筆している。
- 鹿乃快楽『ぱすてるメモリーズ』 KADOKAWA〈MFアライブコミックス〉、2019年7月23日発売 ISBN 978-4-04-065553-6